# Jāyezān-e Kohneh
Jāyezān-e Kohneh (persiska: جایزان کهنه) är en ort i Iran.   Den ligger i provinsen Khuzestan, i den centrala delen av landet, 600 km söder om huvudstaden Teheran. Jāyezān-e Kohneh ligger 160 meter över havet och antalet invånare är 318.
Terrängen runt Jāyezān-e Kohneh är varierad.Runt Jāyezān-e Kohneh är det ganska tätbefolkat, med 58 invånare per kvadratkilometer. Närmaste större samhälle är Omīdīyeh, 18,1 km sydväst om Jāyezān-e Kohneh. Trakten runt Jāyezān-e Kohneh är ofruktbar med lite eller ingen växtlighet.